# كونغسبيرغ

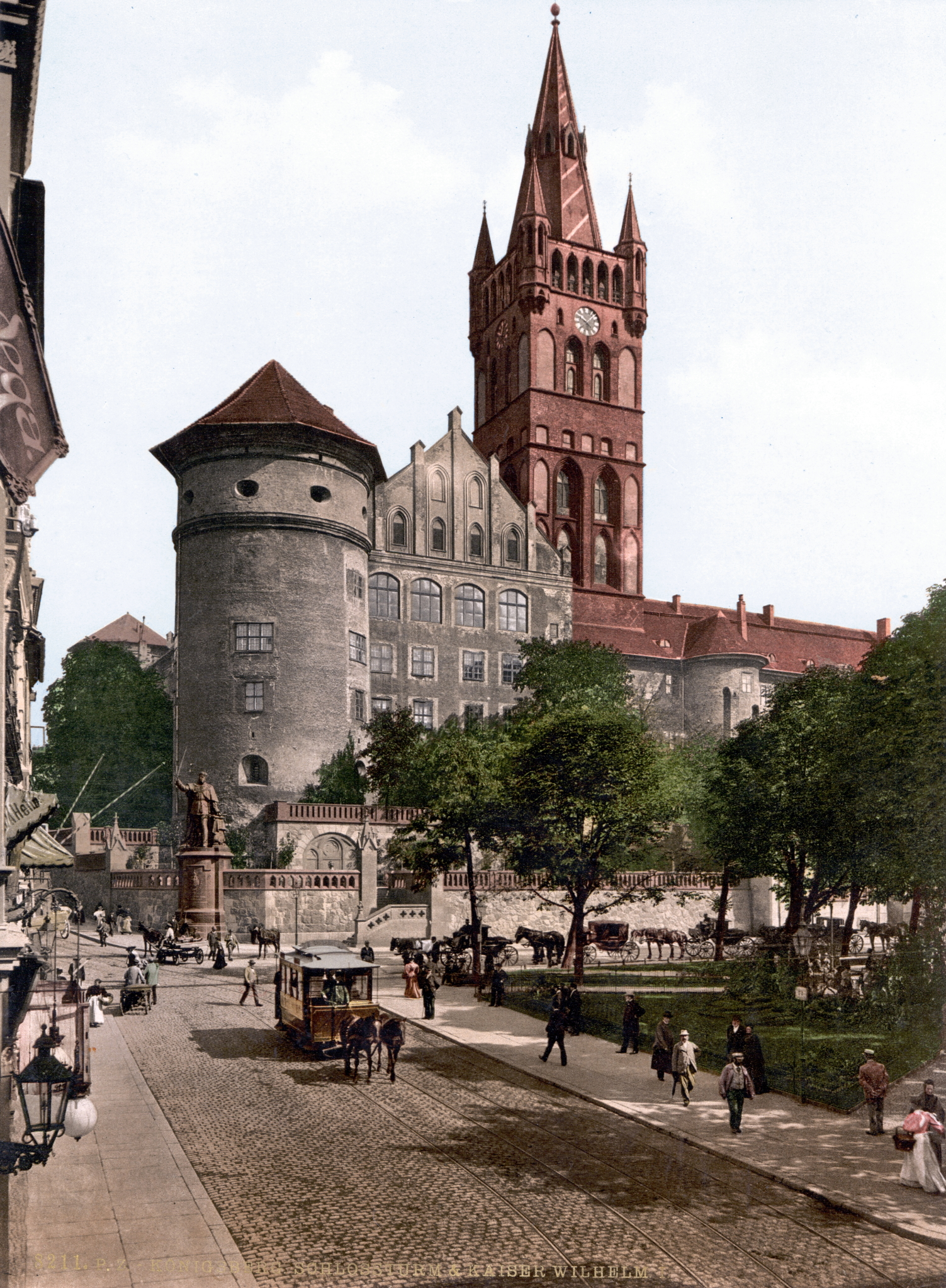
قلعة كوينغسبرغ قبل الحرب العالمية الأولى.

 كونغسبيرغ  مدينة وميناء على بحر البلطيق، كانت عاصمة بروسيا الشرقية في العصور الوسطى المتأخرة حتى عام 1945، أسسها الفرسان التوتونيون في جنوب شبه جزيرة سامبيا عام 1255 خلال الحروب الصليبية الشمالية، وسميت تكريمًا للملك (بالألمانية: König) أوتوكار الثاني ملك بوهيميا، حيث يعني اسم المدينة (بالألمانية: Königsberg) «جبل الملك».
بعد فترة أصبحت المدينة عاصمة لدولة الفرسان التيوتونيين ثم دوقية بروسيا ثم بروسيا الشرقية. كانت المدينة مركزًا ثقافيًا ألمانيًا، نظرًا لإقامة العديد من الشخصيات مثل ريتشارد فاغنر وإيمانويل كانت وإرنست تيودور فيلهلم هوفمان وديفيد هيلبرت.
تضررت المدينة بشدة بعد أن تعرضت للقصف الشديد أثناء الحرب العالمية الثانية من قبل قوات الحلفاء عام 1944، كما غزاها بعد ذلك الجيش الأحمر بعد معركة كونغسبيرغ عام 1945.
بعد الحرب ضم الاتحاد السوفييتي المدينة وفقًا لاتفاقية بوتسدام وأعيد تسكينها بالروس، وغيّر الروس اسمها إلى  كالينينغراد  عام 1946، تكريمًا للزعيم السوفييتي ميخائيل كالينين. المدينة الآن عاصمة كالينينغراد أوبلاست إحدى كيانات روسيا الاتحادية.

## وصلات خارجية
- Kaliningrad Photo Gallery - Reisebilder aus Königsberg
- The Film Königsberg is dead, France/Germany 2004 by Max & Gilbert (بالألمانية)

```
(بالإنجليزية)
```

- Territory's history from 1815 to 1945 (بالألمانية)

- Interactive Map with photos of Königsberg and modern Kaliningrad نسخة محفوظة 2 سبتمبر 2006 على موقع واي باك مشين.
- Direct link to photo album from above site
- Site with 400+ side-by-side photos of 1939/2005 identical locations in Königsberg/Kaliningrad نسخة محفوظة 25 فبراير 2021 على موقع واي باك مشين. (بالروسية) (بالألمانية)

- Northeast Prussia 2000: Travel Photos